# Пацаєв Віктор Іванович
Пацаєв Віктор Іванович — льотчик-космонавт СРСР. Загинув під час космічного польоту 28 червня 1971 року. Перший землянин, що зустрів свій день народження у космосі.

## Біографія
Народився 19 червня 1933 року в місті Актюбінськ (нині Актобе, Казахстан). Є онуком «діда Пацаля», який на початку XX століття приїхав до Актюбінська із Запоріжжя.
У вісім років втратив батька, який загинув на фронті при обороні Москви.
По закінченні середньої школи вступив до Пензенського індустріального інституту.
Крім навчання займався громадською роботою, захоплювався спортом (фехтування на рапірах), регулярно виступав на науково-технічних конференціях. Студентом мав доволі багато зацікавлень. Крім спорту і наукової діяльності регулярно дописував у газету «Молодий ленінець» нариси про студентське життя, статті про художню самодіяльність, кореспонденції критичного спрямування. Писав уміло компонуючи матеріал, живою і літературною мовою.
1955 року закінчив інститут і отримав направлення на роботу в Центральну аерологічну обсерваторію Гідрометслужби СРСР.
Брав участь в конструюванні приладів для метеорологічних ракет.
1958 року перейшов на роботу в ОКБ-1 (КБ Корольова). Брав участь у розробці зразків космічної техніки. З 1968 року в Центрі підготовки космонавтів (1968 Група цивільних спеціалістів № 3). Пройшов повний курс підготовки до польотів на космічних кораблях типу «Союз» і орбітальних космічних станціях типу «Салют» (ДОС).

## Космічний політ
Входив до екіпажу підтримки під час польоту космічного корабля Союз-10 (23-25 квітня 1971 року).
6 — 29 червня 1971 року здійснив космічний політ інженером-випробувачем космічного корабля Союз-11 і орбітальної космічної станції Салют-1 разом із Георгієм Добровольським і Владиславом Волковим. На борту станції провів великий комплекс наукових досліджень. Космічний політ тривав 23 доби 18 годин 21 хвилину 43 секунди. Загинув разом з іншими членами екіпажу космічного корабля Союз-11 при поверненні на Землю через розгерметизацію спускового апарата.

## Вшанування
Ім'я космонавта увічнено у скульптурі «Полеглий астронавт» на Місяці (1971).

## Нагороди
Герой Радянського Союзу (посмертно).
Іменем Пацаєва названо кратер на Місяці і малу планету 1791 Пацаєв. Урна з прахом В. І. Пацаєва замурована в Кремлівській стіні на Червоній площі в Москві.